# Haute École Bruxelles-Brabant
La Haute École Bruxelles-Brabant (HE2B) est une haute école publique belge de la Communauté française de Belgique organisée par Wallonie-Bruxelles Enseignement, issue de la fusion de la Haute École de Bruxelles et de la Haute École Paul-Henri Spaak à la rentrée académique 2016,.
L'école se structure en 6 départements répartis sur 10 campus (9 campus à Bruxelles et 1 campus à Nivelles) : 
le département pédagogique sur le campus Defré et le campus Nivelles,
le département des sciences informatiques sur le campus ESI,
le département des sciences sociales, de l'information et de la documentation sur le campus IESSID,
le département des sciences de la motricité sur les campus Schaller, Érasme et Forest,  
le département des sciences juridiques, de gestion et du développement durable sur le campus ISES 
et le département d'ingénierie et de technologie sur le campus ISIB.

## Campus Defré
Situé à l'avenue Defré, le campus Defré fait partie du département pédagogique et propose les formations : 
Instituteur préscolaire, Instituteur primaire, Instituteur primaire option morale,
Agrégé de l'Enseignement Secondaire Inférieur (AESI) (Français-FLE - Français-Morale - Mathématiques - Sciences économiques et sciences économiques appliquées - Néerlandais-Anglais - Anglais-Allemand - Néerlandais-Allemand - Biologie, Chimie, Physique - Histoire, Géographie, Sciences sociales - Économie Familiale et Sociale),
Éducateur spécialisé en accompagnement psycho-éducatif,
Spécialisation en Orthopédagogie,
Spécialisation en Intégration des technologies nouvelles au service de l'enseignement, 
Coaching sportif,
Spécialisation en Préparation physique et entraînement.

## Campus ESI
Situé rue Royale, le campus ESI est le département des sciences informatiques et propose les formations :
Bachelier en Informatique de gestion, Informatique et systèmes orientation industrielle et Informatique et 
systèmes orientation réseaux et télécommunications, 
Bachelier de spécialisation en sécurité des réseaux et systèmes informatiques et 
Master en Cybersécurité.

## Campus IESSID
Situé rue de l'Abbaye à Ixelles, le campus IESSID est le département des sciences sociales, de l'information et de la documentation et propose les formations : 
Bibliothécaire-Documentaliste,
Assistant social,
Spécialisation en Sciences et techniques du jeu, 
Spécialisation en Travail psychosocial en santé mentale et
Master en Ingénierie et action sociales.

## Les campus Schaller, Érasme et Forest  (ISEK)
Ces 3 campus forment le département des sciences de la motricité et proposent les formations : 
Master en Kinésithérapie,
Bandagisterie-Orthésiologie-Prothésiologie,
Gériatrie et psychogériatrie,
Ergothérapie.

## Campus ISES
Situé chaussée d'Alsemberg à Uccle, le campus ISES est le département des sciences juridiques, de gestion et du développement durable et propose les formations : 
Bachelier en droit,
Assistant de direction option médicale, 
Assistant de direction option langues et gestion et 
Bachelier en Commerce et développement.

## Campus ISIB
Situé rue Royale et rue des Goujons, le campus ISIB est le département d'ingénierie et de technologie et propose les formations : 
Master en Sciences de l'ingénieur industriel 
orientation chimie,
orientation électricité,
orientation électronique,
orientation physiques nucléaire et médicale,
orientation informatique,
orientation mécanique 
option Génie mécanique et aéronautique et
option Électromécanique,
Bachelier en prévention, sécurité industrielle et environnement 
(conseiller en prévention de niveau 2 ou 
orientations biosécurité et radioprotection).

## Campus Nivelles
Situé à Nivelles, le campus Nivelles fait partie du département pédagogique et propose les formations : 
Instituteur primaire,
Agrégé de l'Enseignement Secondaire Inférieur (AESI) (Français-FLE - Français-Philosophie et Citoyenneté - Français-Morale - Mathématiques - Langues Germaniques - Sciences - Sciences humaines),
Coaching sportif,
Spécialisation en Préparation physique et entraînement.